# يي وين أونغ
يي وين أونغ (بالبورمية: ရဲဝင်းအောင်)‏ هو لاعب كرة قدم ميانماري في مركز الدفاع، ولد في 6 أغسطس 1993 في يانغون في ميانمار. شارك مع منتخب ميانمار تحت 23 سنة لكرة القدم ومنتخب ميانمار لكرة القدم. أما مع النوادي، فقد لعب مع نادي ياداناربون.